# Vox Dei
Vox Dei est un groupe de rock argentin, originaire de Quilmes, dans la province de Buenos Aires. Formé en 1967, leur plus grand succès, La Biblia, est directement inspiré des textes de la Bible. Il est sorti en 1971, fait l'objet d'une version live en 1986, et est ré-enregistré en 1997 avec la participation de Fito Páez.

## Histoire

### Formation et débuts (1967–1970)
Les premiers membres du groupe incluent Juan Carlos Godoy (guitare, chant), Ricardo Soulé (guitare, chant), Rubén Basoalto (batterie) et Willy Quiroga (basse, chant).
Vox Dei commence avec des reprises de groupes comme The Rolling Stones, The Beatles, The Kinks et The Byrds. En 1968, ils enregistrent une version démo du morceau When a Man Loves a Woman de Percy Sledge et Gimme Some Lovin' du Spencer Davis Group. La société Mandioca organise une audition pour eux au Teatro Payró. Les membres de Manal et d'Almendra sont aussi présents et, après quelques heures, commencent à jouer ensemble. Après ce concert, Luis Alberto Spinett] (leader d'Almendra) leur demande de chanter en espagnol, ce qu'ils acceptent finalement. Peu après, Quiroga et Soulé commencent à discuter d'une éventuelle nouvelle direction musicale
En 1970, Jorge Álvarez (dirigeant de Mandioca) produit leurs sessions aux TNT Studios, sous l'œil de Tim Croato. Leur premier album studio de cette période, sorti à la mi-1970, est Caliente. Au B.A. Rock Festival, Vox Dei joue en première partie le morceau Genesis, sans paroles, avançant sur un deuxième album. Puis ils sont recrutés par Disc-Jockey Records.

### Succès (1971–1981)
En février 1971 sort La Biblia. Premier album concept sorti en Argentine, il devient un point culminant dans l'histoire du rock argentin. Peu après l'enregistrement de La Biblia, Yodi Godoy est remplacé par Nacho Smilari (ex-La Barra de Chocolate), et la nouvelle formation de Vox Dei commence une tournée nationale.
Après la tournée, fin 1971, Disc-Jockey sort Donde has estado todo este tiempo comme single promotionnel, qui fait participer Nacho Smilari, qui quittera le groupe à cause de problèmes de santé pendant ces mêmes sessions ; à cet instant, le groupe devient un power trio : Jeremías Pies de plomo est publié à la mi-1972. En décembre sort Cuero caliente, qui comprend huit nouvelles versions de Caliente, et le single El Momento en que estás (presente).
Entretemps, Vox Dei entreprend d'autres tournées en 1973 et commence à enregistrer un album live intitulé La Nave infernal.

### Retour et suites (depuis 1986)
Le 3 novembre 2010, le batteur Rubén Basoalto meurt d'un cancer du poumon. Le multi-instrumentiste Simon Quiroga (fils de Willy Quiroga), remplace Rubén Basoalto et le groupe continue à jouer en concert. Vox Dei joue aussi au festival Metal Para Todos avec Almafuerte, Dulces 16 et El Reloj le 25 décembre. En 2011, avec le 40e anniversaire de La Biblia, Vox Dei joue au Centro Cultural General San Martin.
Au début de 2017, Willy Quiroga annonce une nouvelle tournée nationale spéciale 50 ans. En juin, Ricardo Soulé poursuit Quiroga en justice pour usage illégal du nom qu'il possède depuis 2005. Willy Quiroga remplacera son nom pout Willy Quiroga VOX DEI.

## Membres

### Membres actuels
- Willy Quiroga - basse, guitare, claviers, chant (1967–1981, depuis 1986) (†)
- Carlos Gardellini - guitare solo, chœurs (1992–1996, depuis 1999)
- Simon Quiroga - batterie, percussions (depuis 2010)

### Anciens membres
- Rubén Basoalto - batterie, percussions, chant (1967–1981, 1986–2010, décédé)
- Ricardo Soulé - guitare, piano, harmonica, violon, chant (1967–1974, 1978–1981, 1986–1989, 1996–1998, 2013-2014)
- Juan Carlos Godoy - guitare rythmique, chant (1967–1971, 2013-2014)
- Carlos Michelini - guitare, chant (1974–1975)
- Nacho Smilari - guitare rythmique (1971)
- Beto Fortunato - guitare (1974)
- Enrique « Avellaneda » Díaz - guitare rythmique, chant (1976–1978)
- Raúl Fernández - guitare solo (1976–1978)
- Daniel Laira - guitare solo (1989–1993)
- Jorge León - guitare rythmique, chant (1989–1992)

## Discographie

### Albums studio
- 1970 : Caliente
- 1971 : La Biblia
- 1972 : Jeremías pies de plomo
- 1972 : Cuero Caliente
- 1973 : La nave infernal (en vivo)
- 1973 : Es una nube, no hay duda
- 1974 : Vox Dei para Vox Dei
- 1975 : Estamos en la pecera
- 1976 : Ciegos de siglos
- 1978 : Gata de Noche
- 1986 : La Biblia en vivo (en vivo)
- 1988 : Tengo razones para seguir
- 1994 : Sin darle ya más vueltas
- 1996 : El Regreso De La Leyenda (en vivo)
- 1997 : La Biblia
- 2005 : El camino
- 2007 : Vox Dei en vivo